# Euchomenella heteroptera
Euchomenella heteroptera är en bönsyrseart som beskrevs av De Haan 1842. Euchomenella heteroptera ingår i släktet Euchomenella och familjen Mantidae. Inga underarter finns listade i Catalogue of Life.